# Italia en los Juegos Olímpicos de Chamonix 1924
Italia estuvo representada en los Juegos Olímpicos de Chamonix 1924 por un total de 23 deportistas que compitieron en 4 deportes.  
El portador de la bandera en la ceremonia de apertura fue el deportista de bobsleigh Leonardo Bonzi. El equipo olímpico italiano no obtuvo ninguna medalla en estos Juegos.